# Sławomir Luto
 (septembre 2018).
Sławomir Luto (né le 8 mars 1963) est un lutteur polonais.

## Palmarès

### Championnats d'Europe
- Médaille de bronze en catégorie des plus de 100 kg en 1985